# Cherrytree Records
La Cherrytree Records è un'etichetta discografica statunitense fondata nel 2005 da Martin Kierszenbaum e in joint venture con la Interscope Records.
Diviene famosa per essere l'etichetta discografica di Party Rock Anthem degli LMFAO e anche per aver collaborato con Redfoo e Lady Gaga.

## Artisti
Attuali
- Deap Vally
- Disclosure
- Eliot Sumner
- Ellie Goulding (US)
- Far East Movement
- Feist (US)
- Fernando Garibay
- Giordana Angi (IT)
- Hudson Taylor
- Ivy Levan
- Jukebox the Ghost
- Keane (US)
- La Roux (US)
- LMFAO
- Marianas Trench
- Matthew Koma
- Michael Kiwanuka
- MNEK
- Nero
- RAC
- Röyksopp
- Redfoo
- Robyn (NA)
- Secret Someones
- Sir Sly
- Sting
- The Hunts
- Wolf Gang
- Years & Years (US)

Artisti precedenti
- Cinema Bizarre
- Colette Carr
- Die Antwoord
- Flipsyde
- Frankmusik
- Japanese Voyeurs
- Jessie Ware
- Junior Caldera
- Lady Gaga
- Lindi Ortega
- Mohombi
- Mt. Desolation
- Noah and the Whale
- Natalia Kills
- Reema Major
- Space Cowboy
- t.A.T.u.
- The Feeling
- The Fratellis
- The Knux
- Tokio Hotel
- Tommy Sparks
- We Are Serenades
- Willy Moon
- Yuksek